# ネプツニウム
ネプツニウム (英: neptunium [nɛpˈtjuːniəm]) は原子番号93の元素。元素記号は Np。アクチノイド元素の一つ。また最も軽い超ウラン元素でもある。銀白色の金属で、展性、延性に富んでいる。常温、常圧（25℃、1atm）での安定な結晶構造は斜方晶系。280 °C付近から正方晶系となり、更に580 °C付近より体心立方構造 (BCC) が安定となる。比重は20.45、融点は640 °C、沸点は4000 °C（推定）。原子価は+3から+7価（+5価が安定）。
ネプツニウム239の半減期は2.4日。ウラン238は天然にも存在するので、ネプツニウム239、プルトニウム239は天然にもごく僅かに存在する。他にネプツニウム236（半減期15.4万年）、ネプツニウム237（半減期214万年）などがある。
ネプツニウム237はネプツニウム系列（ネプツニウム237からタリウム205までの崩壊過程の系列）の親核種である。この系列の元素で半減期が一番長いネプツニウム237でも半減期が214万年しかないため、この系列は（ビスマス、タリウムを除き）天然には極めて稀にしか存在しないが、最終系列核種のビスマス、タリウムはごく普遍的に天然に存在する。また、ウラン鉱の中から極微量のネプツニウムが核種崩壊の際の副産物としてしばしば発見される。ネプツニウム237は、核兵器の爆発によって生成する。

## 名称
海王星の neptune が語源となり、ネプツニウムと名付けられた。
奇しくも、その元素記号はかつて幻に終わったニッポニウムと同じ Np があてがわれた。なお21世紀初頭現在では、過去に提案された名前は混乱回避の観点から新元素の名前としては使えなくなっている。

## 歴史
1934年にエンリコ・フェルミらのグループは様々な物質に中性子を当てる実験を行い、質量数が1つ大きな同位体となったのちにベータ崩壊して原子番号の1つ大きな原子になることを観察している。その中でウランから生じた核種の中に、鉛以上の核種としては同定できないものが1つあったため、93番元素の可能性が示唆された。これについてオットー・ハーンやリーゼ・マイトナーらが詳しく調べたところ多くのベータ崩壊が見付かり、93番以降も97番元素まで合成が進んでいた可能性が示された。だが1938年の末頃になって、観察された多くのベータ崩壊はウランの核分裂で生じたバリウムなどの放射性同位体に由来することが判明した。しかしながら少なくとも半減期23分のウラン同位体のベータ崩壊については確認されたため、93番元素の可能性は残された。
ネプツニウムはまた、ニッポニウムの事例に続いて日本人が発見に関わっていた元素としても知られる。1940年に理化学研究所（理研）では逆にウラン238から中性子を1個取り除いたウラン237の合成実験を独自に行っている。そのベータ崩壊が確認できたことからネプツニウム237が生じたことになり、仁科芳雄は93番元素の存在を見出した。しかし当時理研では単離まで行かなかったため発見とは認められず、第2のニッポニウム実現には至らなかった。
その直後、1940年の暮れになると、マクミラン、アベルソン（アーベルソン）がウラン238に中性子を当てて、ネプツニウム239を作った。こちらは単離が実現したため、人工的に作られた最初の超ウラン元素として認められた。

## 特徴
ネプツニウムは銀のような外観の硬い金属で、ほかの元素と活発に化学反応を起こす。空気中で酸化され、発火性を持つなど、化学的挙動はウランに類似する。
また、ネプツニウムは温度によって結晶構造が異なる。
αネプツニウム
280 °C以下の状態のネプツニウムで、斜方晶系である。すべてのアクチノイドの中で最も密度が高い。
密度は20250 kg/m3
βネプツニウム
280 °C以上577 °C以下の状態のネプツニウムで、正方晶系である。
密度は19360 kg/m3
γネプツニウム
577 °C以上の状態のネプツニウムで、立方晶系である。
密度は18000 kg/m3
また、ネプツニウムは3+から7+まで四つの酸化状態が存在する。確認されている限り、安定した化合物において全ての価電子を放出する最も重いアクチノイドである。溶液中では5+が安定だが、固体の化合物においては4+が多い。溶液中のネプツニウムイオンは加水分解されやすく、配位化合物を生成しやすい。
Np3+
淡い紫色をしており、Pm3+ に類似している。
Np4+
黄緑色をしており、Pm4+ に類似している。

## 用途
ネプツニウムはプルトニウム238製造の際に用いられる。
また、ネプツニウムは、燃えないウラン238が中性子を浴びて原子力発電等に使用されるプルトニウム239に「中性子捕獲核種変換」する中間生成物でもある。（高速増殖炉のブランケットで劣化ウランをプルトニウムに変えるのがこの反応である）
ウラン238+中性子 → ウラン239 → β崩壊 → ネプツニウム239 → ベータ崩壊 → プルトニウム239。
「ウラン238+中性子 → ウラン239 → β崩壊 → ネプツニウム239」の部分は中性子捕獲反応。
なお、アイソトープ電池に使用されるプルトニウム238はウラン238の (d,2n) 反応でネプツニウム238を作ることで生産されている。

### 核兵器の製造
ネプツニウムは核分裂性で、理論上、核燃料として使用することができる。1992年には、アメリカ合衆国のエネルギー省がネプツニウム237が「核起爆装置のために使用できる。」という機密扱いの事項を解禁した。なお、核兵器製造には利用されていない。
前述のように戦時中は理研がネプツニウムの発見を自力で行っている。その技術は核開発に繋がる懸念を生み、戦後処理の一環として理研の加速器は破壊処理された。以降、日本はニホニウムの発見まで60年近くにわたり元素発見の最前線から遠ざかることになる。

## 天然での存在
ネプツニウムはウラン鉱の中から極微量見つかる。特にネプツニウム237は、ウラン鉱中に於いてプルトニウム239生成の際の副産物としてしばしば発見される。このため、プルトニウム239の親核種としてネプツニウム239の存在も確認されている。

## 同位体
ネプツニウムには安定同位体が存在せず、すべてが放射性同位体である。ネプツニウムには19の同位体が存在し、質量範囲はネプツニウム225からネプツニウム244まで及ぶ。比較的安定している同位体は214万年の半減期を持つネプツニウム237、15万4000年の半減期を持つネプツニウム236、396日の半減期を持つネプツニウム235が存在する。残りの同位体は4.5日未満の半減期を持っており、また大多数これらの同位体のほとんどが50分未満の半減期を持っている。また、ネプツニウムには4つの核異性体の同位体が存在し、もっとも長い半減期を持つのは 236mNp で22.5時間の半減期を持っている。

## ネプツニウムの化合物
- ネプツニル(V)イオン ({\displaystyle {\ce {NpO2^+}}}) - 青緑色をしている。
- ネプツニル(VI)イオン ({\displaystyle {\ce {NpO2^{2+}}}}) - 淡いピンク色をしている。
- 酸化ネプツニウム(IV) ({\displaystyle {\ce {NpO2}}}) - 緑色の結晶である。
- 八酸化三ネプツニウム ({\displaystyle {\ce {Np3O8}}})
- シュウ酸ネプツニウム（{\displaystyle {\ce {Np(C2O4)2}}}）

このような化合物は土の中やウラン鉱の中に極微量含まれている。